# レザーヘッドFC
レザーヘッド・フットボールクラブ（Leatherhead Football Club）はイングランド、サリー州、レザーヘッドを本拠地とするサッカークラブチームである。2021-2022シーズンはイスミアンリーグ・プレミアディヴィジョン（7部相当）に所属。

## タイトル

### 国内タイトル
- コリンシアンリーグ:1回

1962-1963
- アセニアンリーグ・ディヴィジョン1:1回

1963-1964

### 国際タイトル
- なし

## 歴代所属選手
- ニール・エザリッジ 2008-2009
- カレン・ロバート 2018-2019